# District de Dang (Népal)
Pour les articles homonymes, voir District de Dang.
Le district de Dang – en népalais : दाङ जिल्ला – est l'un des 75 districts du Népal. Il est rattaché à la zone de Rapti et à la région de développement Moyen-Ouest. La population du district s'élevait à 552 583 habitants en 2011.

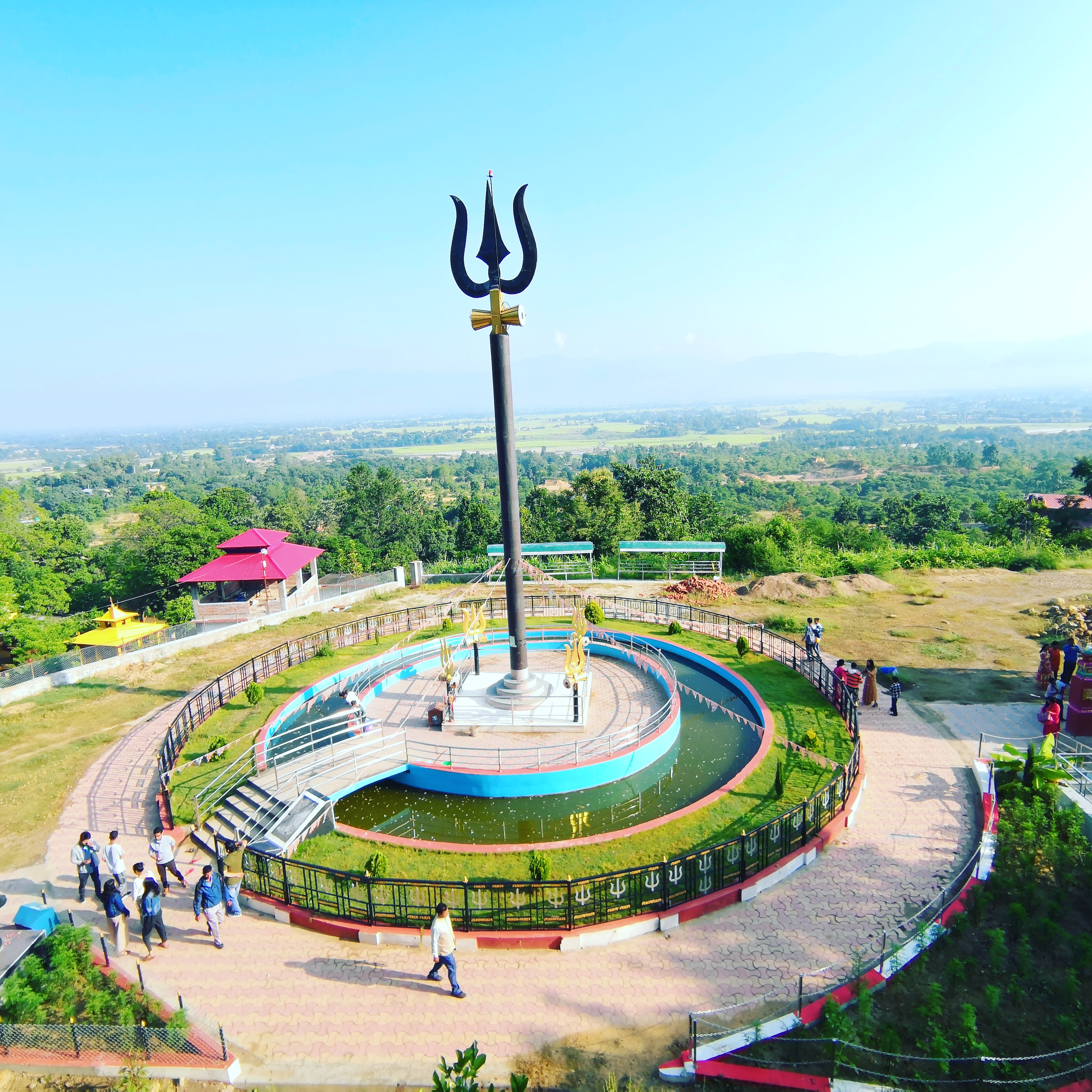
Le plus grand Trishula (trident de Shiva) au monde au temple Pandaveshwar dans le district de Dang